# Königreich Nakhon Si Thammarat
Das Königreich Nakhon Si Thammarat (auch: Königreich Nagara Sri Dharmaraja oder Königreich von Ligor) war vom 13. bis 18. Jahrhundert einer der autonomen Stadtstaaten (Müang) der Thai auf dem Gebiet des heutigen Südthailand. Es befand sich nacheinander in einem Abhängigkeitsverhältnis zu den Königreichen Sukhothai und Ayutthaya. Es kontrollierte einen großen Teil der Malaiischen Halbinsel.

## Gründung und Sukhothai-Periode

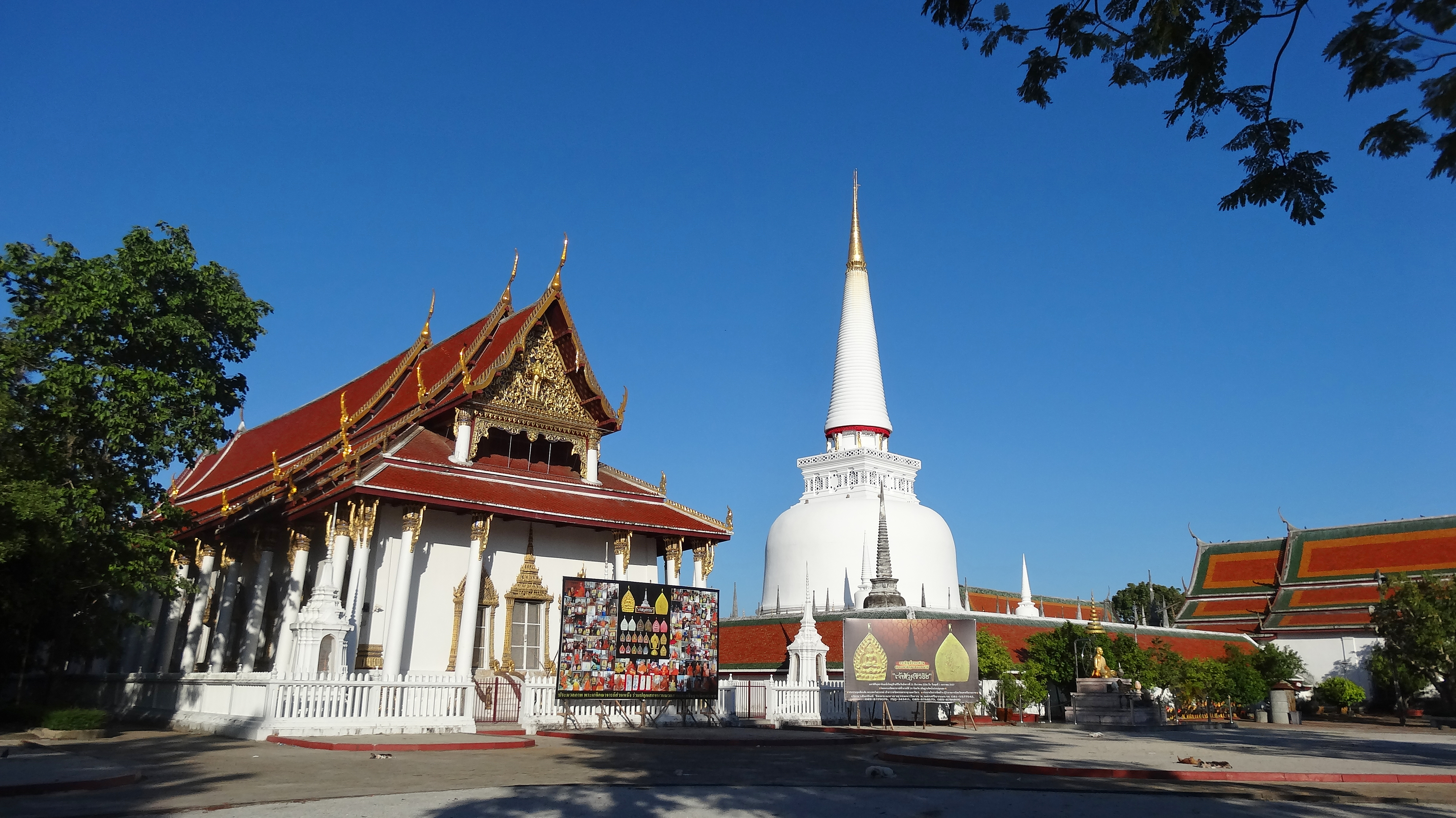
Wat Phra Mahathat, frühes Zeugnis des Buddhismus in Nakhon Si Thammarat

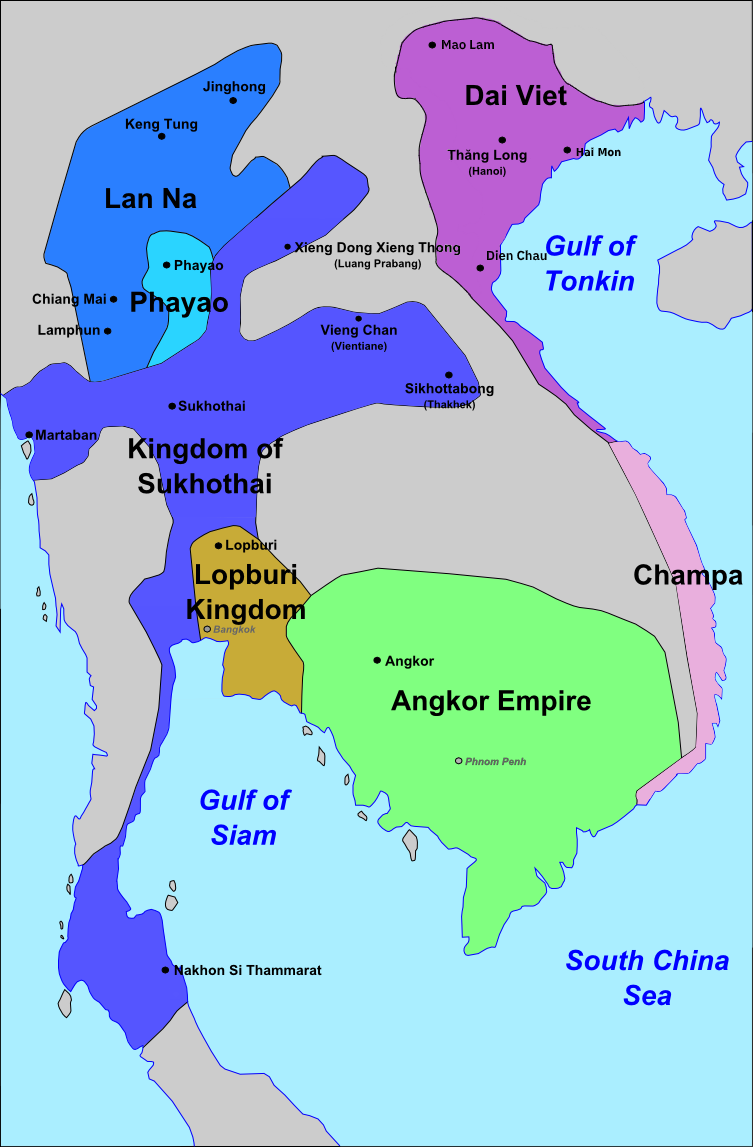
Nakhon Si Thammarat als südlichster Ausläufer des Königreichs Sukhothai

Die meisten Historiker identifizieren den indisierten Staat Tambralinga, der mindestens seit dem 10. Jahrhundert bestand, mit Nakhon Si Thammarat. Tambralinga gehörte zumindest zeitweise zum buddhistischen Seereich bzw. Netzwerk (Mandala) Srivijaya. Die ältesten buddhistischen Tempel in Nakhon Si Thammarat (Wat Phra Mahathat) und Chaiya stammen aus dem 8. Jahrhundert. Welche Volksgruppe(n) Tambralinga damals besiedelten und beherrschten ist ebenso unklar wie die Umstände, unter denen die Thai das Gebiet im 13. Jahrhundert übernahmen.
Während der Herrschaft des Königs Ramkhamhaeng (reg. 1279–1298) von Sukhothai war Nakhon Si Thammarat – laut einer auf 1292 datierten Steininschrift – der südlichste Ausläufer seines Einflussbereichs und wurde von einem seiner Verwandten als Vasallenherrscher regiert. Der in Nakhon Si Thammarat praktizierte Theravada-Buddhismus war ein Vorbild für das ganze Sukhothai-Königreich. Nach dem Tod Ramkhamkaengs wurde Nakhon Si Thammarat wieder unabhängig und kontrollierte selbst eine Reihe von abhängigen Städten und Fürstentümern auf der Malaiischen Halbinsel.

## Ayutthaya-Periode
Ab der Herrschaft König Borommatrailokanat (reg. 1448–1488) war Nakhon Si Thammarat dann ein Vasall des Königreichs Ayutthaya. Im Palatinat-Gesetz von 1468 war Nakhon Si Thammarat als eine der acht großen Städte (Phraya Maha Nakhon) aufgeführt, die zu Ayutthaya gehörten. Es behielt aber seine eigene Dynastie und hatte selbst weiterhin Vasallen, deren Abhängigkeit es gewissermaßen an Ayutthaya mittelte. Im 16. Jahrhundert wurde Nakhon Si Thammarat unter König Naresuan zu einer Provinz Erster Klasse (Müang Ek) im Königreich Ayutthaya, die von ernannten Gouverneuren regiert wurde. Die Position wurde aber oft quasi-dynastisch vom Vater an den Sohn weitergegeben.
Nakhon Si Thammarat war eine der wichtigsten Provinzen im Süden und hatte einer Vorrangstellung gegenüber den umliegenden Provinzen. Seine Rolle im internationalen Handel (zum Beispiel mit niederländischen und portugiesischen Händlern) und der daraus resultierende Reichtum sowie die große Entfernung von der Hauptstadt begünstigten jedoch ein gewisses Unabhängigkeitsbewusstsein. Im Jahr 1629, als es in Ayutthaya Kämpfe um den Thron gab, rebellierte Nakhon Si Thammarat gegen den neuen König Prasat Thong. Dieser entsandte den japanischen Abenteurer Yamada Nagamasa mit seiner Söldnertruppe, um den Aufstand niederzuschlagen, und ernannte ihn zum Gouverneur und Herrscher von Nakhon Si Thammarat.

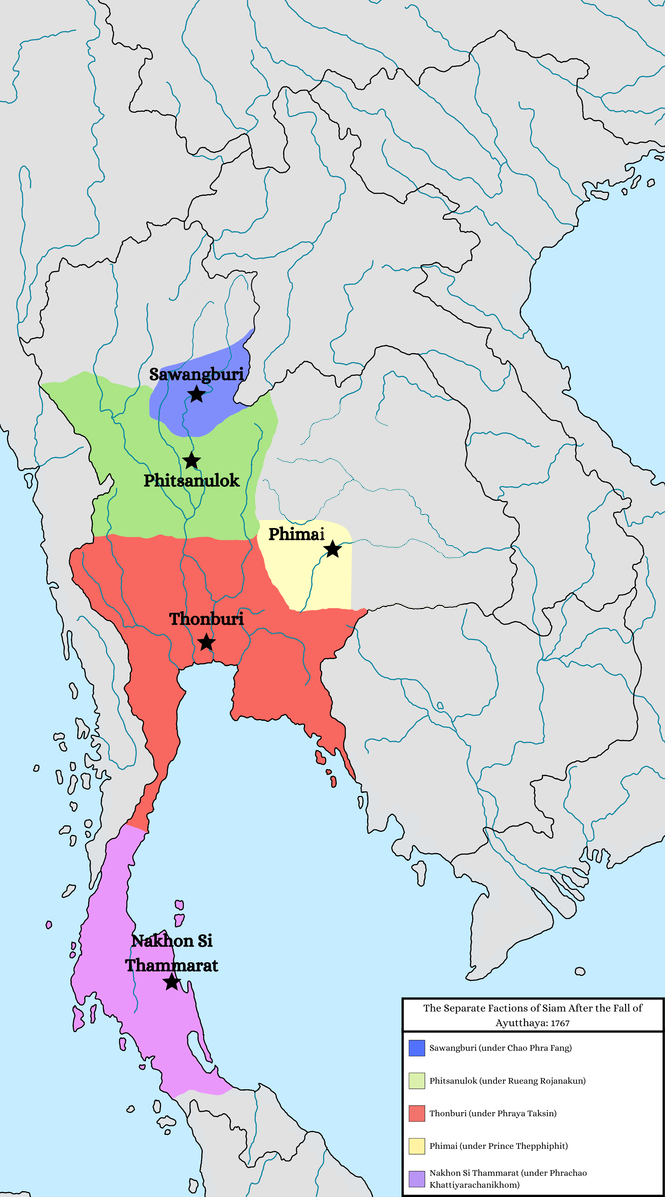
Herrschaftsgebiete nach dem Untergang Ayutthayas 1767: Nakhon Si Thammarat im Süden (rosa)

Einen erneuten Aufstand des örtlichen Gouverneurs gab es nach der Usurpation des Throns in Ayutthaya durch Phetracha nach der „Revolution“ von 1688. Nach dem Untergang von Ayutthaya im Jahr 1767 erklärte sich abermals der Herr von Nakhon Si Thammarat, mit den Provinzen auf der Malaiischen Halbinsel, die er kontrollierte, für unabhängig. Es wurde jedoch bereits 1769 vom neuen König Taksin, dem Gründer des siamesischen Königreichs Thonburi, unterworfen.

## Integration in den thailändischen Einheitsstaat
König Rama I., Gründer der bis heute herrschenden Chakri-Dynastie reduzierte Nakhon Si Thammarat 1782 wieder von einer Vasallenherrschaft zu einer Provinz 1. Grades (regiert von einem Gouverneur im Rang eines Chaophraya) und entzog ihm die Kontrolle über Patani und die nordmalaiischen Staaten, die er stattdessen dem Gouverneur von Songkhla unterstellte. Die Oberaufsicht bekam der Kalahom (Minister der Südprovinzen).
Bei der Thesaphiban-Verwaltungsreform von Prinz Damrong Rajanubhab gegen Ende des 19. Jahrhunderts wurde Nakhon Si Thammarat vollständig dem siamesischen Reich einverleibt. Es wurde 1896 eine neue Verwaltungseinheit, ein Monthon geschaffen, welches aus den Gebieten an der Ostküste der Halbinsel bestand, den heutigen Provinzen Nakhon Si Thammarat, Phatthalung und Songkhla. Nach dem Ende der absoluten Monarchie 1932 wurden diese Großeinheiten wieder abgeschafft und jede Provinz direkt der Zentralregierung unterstellt.